# Overkill (canção de Men at Work)
"Overkill" é uma canção da banda de pop rock australiana Men at Work. Foi lançada em 1983 como o segundo single de seu segundo álbum de estúdio, Cargo (veja 1983 na música). Foi escrito pelo vocalista Colin Hay. Ele alcançou a posição N.º 3 na Billboard Hot 100; N º 5 no Australian Kent Music Report Singles Chart; e top 10 no Canadá, Irlanda e Noruega. A canção representou um afastamento do grupo do estilo reggae com influências pop rock, com uma sensação melancólica musicalmente e liricamente.

## Antecedentes
O segundo álbum de estúdio do Men at Work, Cargo, foi lançado na Austrália em abril de 1983, chegando a No. 1 no Kent Music Report Albums Chart. O álbum do primeiro single, "Dr. Heckyll eo Sr. Jive", foi lançado na Austrália antes do álbum em outubro de 1982 e chegou ao número 6 no Kent Music Report Singles Chart. Apesar de a gravação ter sido concluída em meados de 1982, o lançamento do Cargo foi adiado devido ao sucesso comercial internacional do álbum de estreia da banda, Business as Usual.
"Overkill", foi lançado em Abril de 1983 e estreou na Billboard Hot 100 chart no n ° 28 em 9 de abril. Ele alcançou a posição n º 3 no início de junho. O terceiro single do álbum, "High Wire" , lançado em finais de 1983, chegou ao n º 89 na Austrália, e ao n º 23 on Billboard's Hot Mainstream Rock Tracks. A banda excursionou pelo mundo todo em 1983 para promover o álbum e respectivos singles.

## Clipe
O vídeo da música "Overkill" é configurado como se a câmera estivesse rolando. Ele começa em uma rodovia na Austrália e se move para mostrar o cantor principal Colin Hay. Ele, então, movimenta a cabeça ao som da bateria introdutória. O verso vem e ele começa a caminhar ao longo das grades de proteção. Ele então levanta-se no parapeito e olha para baixo como se fosse saltar, mas logo após desiste da ideia. Ele então se aproxima e passa por Ron Strykert e John Rees quando os dois estão conversando. Então, ele continua andando e, em seguida, ele caminha em frente à câmera. Logo depois, a câmera vai para uma vista lateral de seu rosto quando ele canta a primeira linha do refrão. Então ela vai até uma visão de seu rosto enquanto ele se afasta da câmara. Em seguida, ele se volta para uma segunda câmera. Depois disso ele aparece caminhando pela calçada e, em seguida, atravessa. Durante a travessia, ele para no meio da estrada para dizer: "Sentido o cheiro de desespero." Então ele sai de um lugar enquanto passa numa rua muito iluminada. Ele para para olhar através de uma vitrine de um restaurante. Mais uma vez ele se afasta de uma câmera e se vira para a segunda câmera.Ele canta de lado para a câmera enquanto slides de fotos de ruas aparecem em segundo plano. Então ele se vira para a câmera. Depois ele se vira para a câmera. Então ela mostra um close-up da guitarra tocando o solo. Depois ela mostra um close-up do saxofone. Então uma câmera está no teto enquanto ele pula da cama gritando o verso. Em seguida, ele vai para uma cadeira onde termina de cantar o verso. Em seguida, ele sai do quarto e sobe as escadas. Em seguida, o vídeo acaba com ele olhando para a cidade a partir de sua varanda. O vídeo foi filmado principalmente no subúrbio de Melbourne, subúrbio de St Kilda.

## Posição nas paradas
| Posições (1983)                              | Posição |
| -------------------------------------------- | ------- |
| Australia (Kent Music Report)                | 5       |
| Canada (RPM Magazine)                        | 6       |
| Germany (Media Control Charts)               | 30      |
| Ireland (IRMA)                               | 9       |
| Italy (Fimi)                                 | 10      |
| Netherlands (Dutch Top 40)                   | 15      |
| New Zealand (RIANZ)                          | 24      |
| Norway (VG-lista)                            | 5       |
| United Kingdom (The Official Charts Company) | 21      |
| United States Billboard Hot 100              | 3       |
| US Billboard Hot Adult Contemporary Tracks   | 6       |
| US Billboard Hot Mainstream Rock Tracks      | 3       |

## Versão de Lazlo Bane
A Banda de rock alternativo  americana Lazlo Bane fez um cover da canção para seu disco de estreia, o "EP Short Style" lançado em 1996, e mais tarde foi lançado no álbum de estreia 11 Transistor da banda, que saiu em janeiro de 1997. A canção foi gravada com a participação de Colin Hay, que toca guitarra na música e canta o último verso solo e o último refrão junto com Chad Fischer.
O videoclipe de Lazlo Bane, dirigido por Mark Miremont  e contando também com a presença de Colin Hay, foi lançado em 28 maio de 1997 e, finalmente, entrou para o TOP 10 da MTV2 em 1997.
O vídeo mostra Lazlo Bane tocando a música em um grande salão de Hotel durante a noite enquanto perturba os outros moradores, que foram interpretados por outros membros da banda, com Colin Hay interpretando o recepcionista.cDurante a primeira metade da canção Hay recebe vários telefonemas furiosos sobre o barulho, mas não faz nada a respeito. Durante o solo de guitarra,  o hotel começa a tremer, forçando, finalmente, Colin Hay a entrar no salão onde a banda está tocando, mas só para cantar o resto da canção junto com a banda.